# Concerto cho piano số 18 (Mozart)
Concerto cho piano số 18, cung Si giáng trưởng, K. 456 là bản concerto dành cho piano và dàn nhạc giao hưởng của nhà soạn nhạc thiên tài người Áo Wolfgang Amadeus Mozart. Theo như danh mục tác phẩm Mozart của chính ông, tác phẩm được hoàn thành vào ngày 30 tháng 9 năm 1784. Tác phẩm này gồm có 3 chương:
- Allegro vivace
- Andante cung Sol thứ
- Allegro vivace

Đoạn mở đầu của tác phẩm có thể làm ta liên tưởng đến bản concerto cho piano số 13 của chính Mozart. 